# Contea di Kootenai
La contea di Kootenai (in inglese: Kootenai County) è una contea dello Stato dell'Idaho, negli Stati Uniti. La popolazione al censimento del 2000 era di 108 685 abitanti. Il capoluogo di contea è Coeur d'Alene.

## Geografia
La contea si trova nel nord dello Stato, al confine con lo Stato di Washington, nel saliente dell'Idaho. I laghi principali sono il Coeur d'Alene e, a sud, il Lago Pend Oreille. Nella contea si trovano anche foreste nazionali. Nella contea si trova parte della Riserva Coeur d'Alene.

### Contee confinanti
- Contea di Bonner - nord
- Contea di Shoshone - est
- Contea di Benewah - sud
- Contea di Spokane (Washington) - ovest

## Storia
I nativi dell'area si chiamavano Schitsu'umsh. La contea fu creata nel 1864. Fu chiamata come i nativi Kootenai.

## Comuni

### Cities
- Athol
- Coeur d'Alene (capoluogo)
- Dalton Gardens
- Fernan Lake Village
- Harrison
- Hauser
- Hayden
- Hayden Lake
- Huetter
- Post Falls
- Rathdrum
- Spirit Lake
- Stateline
- Worley

### Census-designated places
- Conkling Park
- Rockford Bay